# Езерното момче (филм)
„Езерното момче“ е български телевизионен игрален филм (драма) от 1995 година на режисьора Димитър Шарков по сценарий на Правда Далекова и Димитър Шарков. Създаден е по едноименната повест на Павел Вежинов.

## Актьорски състав
- Стоян Алексиев – писателят
- Александър Кадиев – Валентин
- Наум Шопов – вуйчото
- Мария Каварджикова – Радева, майката
- Мариана Димитрова – учителката
- Христо Гърбов – бащата